# Końcowizna
Końcowizna (biał. Канцавізна) – wieś w Polsce położona w województwie podlaskim, w powiecie białostockim, w gminie Suraż. Leży nad Narwią.
W latach 1975–1998 miejscowość administracyjnie należała do województwa białostockiego.

## Historia
Dnia 2 lutego 1946 r. Końcowizna została napadnięta i spacyfikowana przez oddział Pogotowia Akcji Specjalnej Narodowego Zjednoczenia Wojskowego dowodzonego przez Romualda Rajsa (pseudonim Bury). W efekcie tych działań zabudowania wsi zostały doszczętnie spalone. Końcowizna zamieszkiwana była wówczas przez ludność białoruską wyznania prawosławnego. Zbrodnia miała charakter czystki etnicznej. Upamiętnia ją pomnik prawosławnych mieszkańców Białostocczyzny zabitych i zaginionych w latach 1939–1956 w Białymstoku.

## Zabytki
Do czasów współczesnych, mimo pacyfikacji wsi z 1946 r., zachowały się dwa prawosławne krzyże wotywne z cyrylicznymi inskrypcjami z 1913 i 1929 r.

## Inne
Wieś początkowo przynależała do parafii prawosławnej pw. Przemienienia Pańskiego w pobliskim Surażu, ale po jej likwidacji w okresie międzywojnia miejscowość została przyłączona do parafii pw. Podwyższenia Krzyża Pańskiego  w odległych Kożanach.